# Женелар
Женелар (фр. Génelard) насеље је и општина у источном делу централне Француске у региону Бургоња, у департману Саона и Лоара која припада префектури Шарол.
По подацима из 2011. године у општини је живело 1426 становника, а густина насељености је износила 64,44 становника/km². Општина се простире на површини од 22,13 km². Налази се на средњој надморској висини од 234 метара (максималној 345 m, а минималној 257 m).

## Демографија
| 1962. | 1968. | 1975. | 1982. | 1990. | 1999. | 2011. |
| ----- | ----- | ----- | ----- | ----- | ----- | ----- |
| 1.625 | 1.909 | 2.038 | 2.068 | 1.868 | 1.582 | 1.426 |

График промене броја становника у току последњих година